# 花魁 (日本)

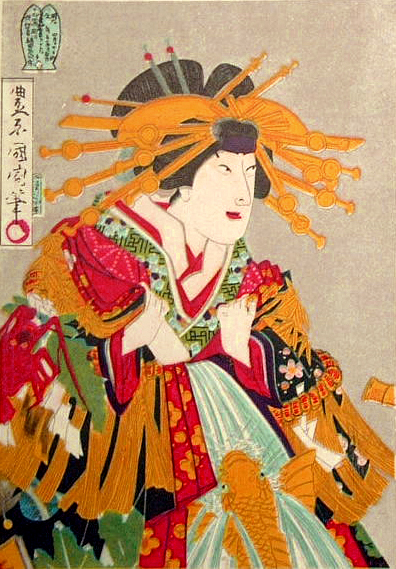
「伊達兵庫」頭飾
豊原國周的浮世绘

花魁是指日本江户时代的吉原遊廓裡地位最高级的遊女。其由來據傳是18世紀時，吉原的遊女們會稱呼輩份比自己高的遊女為「姊姊」（おねえさん），而「花魁」（おいらん）則是「我們這裡的姊姊」（おいらの所の姉さん）一語的簡稱，後來逐漸演變成對地位較高的遊女之專稱。

## 背景
在江戶時代的京都和大阪，最高级的遊女叫做「太夫」（たゆう）。初時吉原也有「太夫」，當時尚未出現「花魁」（おいらん）這個稱呼。
虽然现在日本不再有花魁，然而花魁的形象仍然影响现今日本文化。直至今日，一般的遊女有時也被稱為花魁。在中国古代，有名的妓女，如青樓的头牌，也被称为花魁。

### 缘起
以下是江戶時代對花魁的記載：江户幕府规定城中的妓院一定要设在指定地方（花街）。有的妓院就如吉原一般擁有龐大的規模，一个场可以有成两千个妓女。江户幕府第三代将军德川家光推行参勤交代政策，迫使各地大名定期留在江户，亦直接增加了妓院的需要。

### 教养
花魁要学習多门高档礼仪、藝能，包括古典书法、茶道、舞蹈、优雅乐器（如日本筝和三味线）、和歌，還有围棋之类。花魁常成為浮世绘的题材。她們不會隨便接待一般街客，也不是隨便提供性服務，只會接受特定人士的邀請。
欲邀請花魁提供服務的人士，須先透過茶屋仲介和支付一筆所費不貲的金額；接受邀請的花魁會讓「禿」與「新造」陪伴，舉辦盛大的遊行陣列前往服務地點，該遊行被稱作「花魁道中（おいらん どうちゅう）」。花魁首次與顧客見面時不飲食亦不和顧客交談，而是會與顧客保持一定的距離，觀察顧客的財力並決定是否提供服務；顧客則會花錢邀請一群遊女在宴席玩樂，證明自己的財力。第二次會面時，花魁會坐在離顧客稍近的位置。花魁第三次與顧客會面始正式提供服務，該顧客會變成「馴染（なじみ）」（熟客之意），並獲得刻有自己名字的筷子，但須支付「馴染金（なじみきん）」才能換取花魁的服務。

### 衣著
花魁多梳立兵庫，穿著華麗的和服，與藝妓的最大差別是她們頭上繁複的頭飾以及和服的腰帶結在前面。腰帶結在前面源自江戶時代初期已婚女性的裝束，表示成熟。达到最高级的太夫衣著華麗貴重，出门时一定有好几个随从搬送行李。

### 離位
花魁可透過服務顧客，累積自己的金錢，待時機成熟繳交贖身費離開遊廓；或是透過他人支付贖身費從良（身請）。贖身費用視乎花魁的等級和身價而定。

### 衰落
花魁越來越高级，但同外面世界渐渐脱节，变得非常仪式化，說話也不使用一般口語。随着较为通俗的艺妓出现，花魁的生存空间被藝妓取代。最高级的太夫大约在18世纪末消失。近年太夫雖然有復興，但人數不到十人，而且不會提供性服務。

## 现代文化
有日本女性学習花魁文化和模仿花魁打扮，但不提供性服務。
有影視作品以花魁为题材，例如：
- 《吉原炎上》、
- 《花宵道中》、
- 《恶女花魁》、
- 《艺伎回忆录》、
- 《妖怪手錶》中的「不老花魁」一角、
- 《ONE PIECE》的小紫(光月日和)、
- 《鬼滅之刃 遊郭篇》的墮姬和鯉夏、
- 《佐賀偶像是傳奇》中的夕霧、
- 《東方虹龍洞》中的駒草山如，和
- 《銀魂》中的月詠。

以上作品皆可見到花魁。

## 相關用語
- 女衒（ぜげん）：引介少女或女性進入遊廓，事先支付少女或女性一年份薪資的人士，實質接近人口販賣。
- 禿（かむろ）：指10歲上下的見習遊女，幫忙打雜，同時在姐姐身邊學習各種技藝。
- 番頭新造（ばんとうしんぞう）：被認定資質低、容貌不出眾的遊女，或是年紀較大除役的遊女，負責擔任女傭處理雜務兼服侍花魁。
- 留袖新造（とめそでしんぞう）：已屆15-16歳但被認定資質低、無法成為花魁的見習遊女，此階級的遊女已開始接客和提供性服務。
- 振袖新造（ふりそでしんぞう）：15-16歳的見習遊女，比禿稍微年長。在花魁的顧客們來訪時間相撞或花魁無暇接客時，代為接待顧客。多半不提供性服務，但偶有例外。其提供服務賺取的金錢會存起來，作為日後作為花魁出道的基金。
- 太鼓新造（たいこしんぞう）：少有客人指名，但會在宴席表演技藝取悅賓客的遊女。為之後的吉原藝者的前身。
- 散茶女郎：最低階的遊女。
- 座敷持：負責在遊廓迎接顧客進房的遊女，需要和禿指導接觸。
- 呼出し：和散茶女郎、座敷持負責開店事宜，同時和禿與新造迎接光顧茶屋的顧客的遊女。
- 花魁道中（おいらんどうちゅう）：花魁接受服侍顧客的委託後，帶領禿與振袖新造前往目的地服務顧客的遊行。遊行期間，花魁足部穿著名為「三枚齒下駄」的漆木屐，以由外向內（部分地區則是由內向外）畫圈八字步的方式步行。吉原地區採取「外八字」的步伐；京嶋原與大坂新町則稱作「太夫道中」，採用「内八字」的步伐。花魁練成八字步須耗時3年。
- 忘八（ぼうはち）：遊廓的主人。
- 遣手（やりて）：負責管理和教育遊廓全體遊女，來往於顧客、遊廓主人、遊女之間的遊廓工作人員。通常會從年長的番頭新造或部分優秀的留袖新造中選出適任人選，也會負責監視遊女，防範遊女逃走。
- 廻し部屋（まわしべや）：一晩接待兩名以上的顧客、僅限位階高的遊女使用的房間。
- 水揚：顧客花費大筆金錢買下遊女的初夜，為遊女破身的顧客則稱作「初客」。
- 抽足：指未贖身的遊女和他人私奔逃離遊廓的事件，逃跑失敗被捉回遊廓者往往會遭到重懲，亦不乏被遊廓虐待死去或自盡的案例。